# 글로르핀델

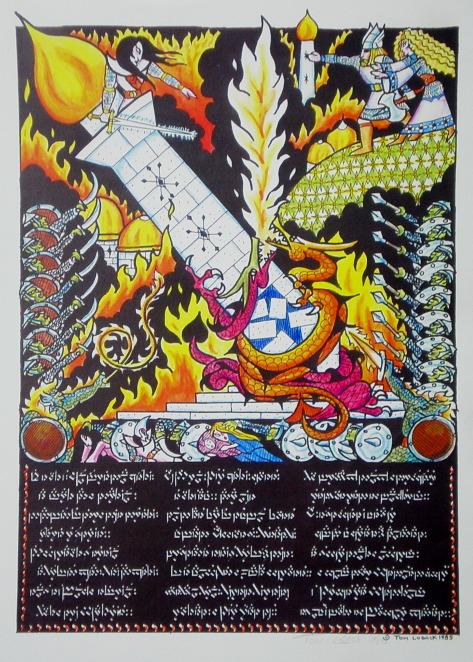

글로르핀델(Glorfindel)은 발리노르에서 가운데땅으로 귀환한 놀도르이다. 곤돌린에서 전투 중에 탈출로를 통해 백성을 피신시키는 도중 발록의 기습으로 사투 중 함께 죽었으나 희생 정신으로 만도스의 전당에서 비교적 빨리 부활하여 서녘에서 가운데땅으로 돌아왔다.
간달프처럼 다시 살아나 《반지의 제왕》의 시간적 배경이 된 태양의 3시대까지도 가운데땅에 머무르다 4시대에 서녘으로 떠난다.
핑골핀의 외동딸 아레델을 호위하는 역할을 했던 군주이기도 하며, 곤돌린의 가장 유명한 요정 중 하나였다.
대부분이 흑발이라는 놀도르 분파에서 특이하게도 금발이라고 알려져 있다.